# Kanton Niort-Nord
Der Kanton Niort-Nord war von 1973 bis 2015 ein französischer Wahlkreis im Arrondissement Niort, im Département Deux-Sèvres und in der Region Poitou-Charentes; sein Hauptort war Niort. Seine Vertreterin im Conseil Régional des Départements für die Jahre 2008 bis 2010 war Françoise Billy (PS). Ihr folgte Bernard Millet (ebenfalls PS) nach.

## Gemeinden
Der Kanton bestand aus sechs Gemeinden und einigen Vierteln im Norden der Stadt Niort (im Kanton lebten etwa 18.900 Einwohner der Stadt; angegeben ist hier die Gesamteinwohnerzahl):
| Gemeinde     | Einwohner Jahr | Fläche km² | Bevölkerungsdichte | Postleitzahl | Code INSEE |
| ------------ | -------------- | ---------- | ------------------ | ------------ | ---------- |
| Chauray      | 6655 (2013)    | –          | – Einw./km²        | 79180        | 79081      |
| Échiré       | 3269 (2013)    | –          | – Einw./km²        | 79410        | 79109      |
| Niort        | 57393 (2013)   | –          | – Einw./km²        | 79000        | 79191      |
| Saint-Gelais | 1920 (2013)    | –          | – Einw./km²        | 79410        | 79249      |
| Saint-Maxire | 1185 (2013)    | –          | – Einw./km²        | 79410        | 79281      |
| Saint-Rémy   | 1035 (2013)    | –          | – Einw./km²        | 79410        | 79293      |
| Sciecq       | 615 (2013)     | –          | – Einw./km²        | 79000        | 79308      |